# Ammobatini
Tribu
Les Amnobatini sont une tribu d'abeilles cleptoparasites.

## Liste des genres et espèces
Selon NCBI (11 aout 2021) :
- genre Ammobates
  - Ammobates biastoides
  - Ammobates muticus
  - Ammobates oraniensis
  - Ammobates punctatus
  - Ammobates syriacus
- genre Chiasmognathus
  - Chiasmognathus batelkai
- genre Melanempis
- genre Oreopasites
  - Oreopasites barbarae
  - Oreopasites favreauae
  - Oreopasites vanduzeei
- genre Parammobatodes
  - Parammobatodes minutus
- genre Pasites
  - Pasites appletoni
  - Pasites maculatus
- genre Sphecodopsis
  - Sphecodopsis capensis

Selon ITIS (16 mars 2011) :
- genre Ammobates Latreille, 1809
- genre Chiasmognathus Engel, 2006
- genre Melanempis Saussure, 1890
- genre Oreopasites Cockerell, 1906
- genre Parammobatodes Popov, 1931
- genre Pasites Jurine, 1807
  - Pasites atratulus Friese, 1922
  - Pasites gabonensis (Vachal, 1903)
  - Pasites rotundiceps (Bischoff, 1923)
  - Pasites tropica (Cockerell, 1933)
- genre Sphecodopsis Bischoff, 1923
- genre Spinopasites Warncke, 1983